# Bláthnaid Ní Chofaigh

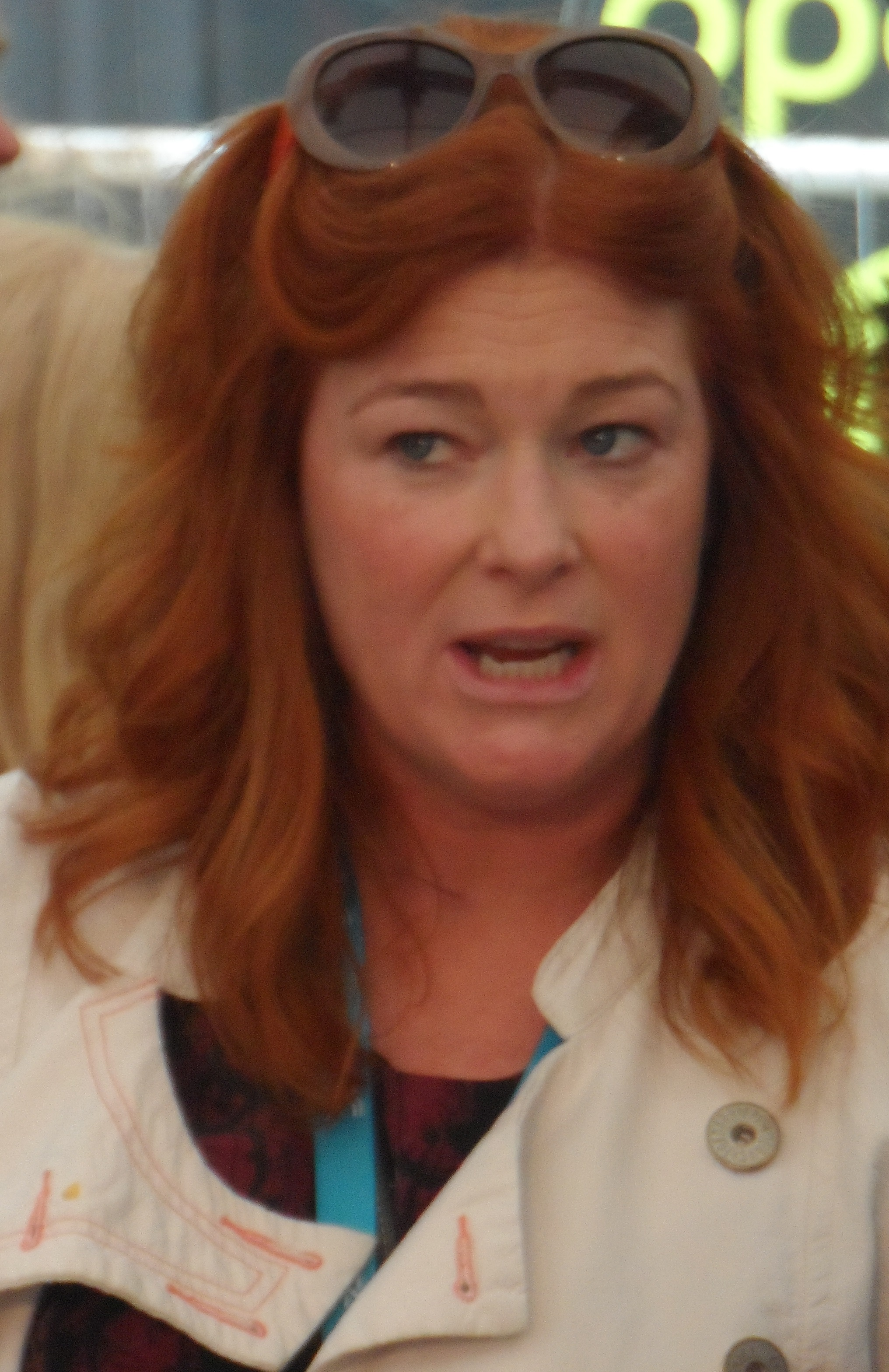
Bláthnaid Ní Chofaigh (2016)

Bláthnaid Ní Chofaigh (* 12. November 1970 in Ontario) ist eine irische Fernsehmoderatorin.

## Leben und Karriere
Ní Chofaigh wurde am 12. November 1970 in Ontario geboren. Ihre Karriere im irischen Fernsehen begann sie in den frühen 1990er Jahren mit der Moderation der Jugendsendung Jo Maxi. Es folgten Moderationen von Sendungen wie Echo Island, The Afternoon Show und The RTÉ People in Need Telethon. Als Reporterin für RTÉ News and Current Affairs berichtete sie über bedeutende Ereignisse wie den Besuch von US-Präsident Bill Clinton, die
Olympischen Sommerspiele 2004 in Athen und die Special Olympics World Summer Games 2003.
2001 verkündete sie die irischen Stimmen beim Eurovision Song Contest. 2007 wurde sie in einer Umfrage des Sunday Independent zu einer der attraktivsten Frauen Irlands gewählt. 2009 verließ sie The Afternoon Show aus gesundheitlichen Gründen, und die Sendung wurde 2010 eingestellt.
2010 nahm Ní Chofaigh an der Reality-TV-Serie Celebrity Bainisteoir teil und führte das Team Nobber GFC bis ins Halbfinale. Seit Januar 2020 ist sie Co-Moderatorin der RTÉ-Sendung Nationwide.